# Saison 7 de Candice Renoir
Chronologie
Saison 6 Saison 8
Cet article présente les épisodes de la septième saison de la série télévisée Candice Renoir.

## Distribution

### Famille Renoir
- Cécile Bois : Commandant Candice Renoir
- Clara Antoons : Emma Renoir (fille, ainée des enfants)
- Étienne Martinelli : Jules Renoir (ainé des garçons, cadet des enfants)
- Paul Ruscher : Martin Renoir (l'un des jumeaux)
- Alexandre Ruscher : Léo Renoir (l'autre jumeau)
- Benjamin Baroche : Max Francazal, mari de Candice
- Raphaëlle Frattale : Héloïse Francazal, la fille de Max
- Aymé Médeville : Vincent, le fils de Max
- Maeva Pasquali : Belinda, la sœur de Candice

### Le Commissariat
- Raphaël Lenglet : Commissaire Antoine Dumas (de l'Estang)
- Ali Marhyar : Brigadier-chef Mehdi Badhou
- Yeelem Jappain : Lieutenant Valentine Atger
- Marie Vincent : Nathalie Delpech, la nouvelle chef légiste
- Olivier Cabassut : Capitaine Armand Marquez
- Nathalie Boutefeu : Sylvie Leclerc, Chef de la Sûreté Publique de l'Hérault

### Autres acteurs récurrents
- Jean-Pierre Michaël : Simon Ferrer

## Liste des épisodes

### Épisode 1:Une femme avertie en vaut deux
- Suisse : 2 avril 2019 sur RTS Un
- Belgique : 28 mars 2019 sur La Une
- France : 19 avril 2019 sur France 2

- Belgique :
- France : 4,54 millions de téléspectateurs (21,4 % de PDA)[1]

- Isabelle Vitari : Laëtitia Delmas
- Marie Petiot : Céline Delmas
- Charly Breton : Michaël Carmona

Candice rentre de son voyage de noces avec Max. Mais à peine un talon posé sur le tarmac, elle apprend qu'Antoine a eu un accident. Elle n'a pas été avertie. Elle mène l'enquête au sujet de la mort d'un jeune chef cuisinier. 
Antoine a été heurté par la voiture de Belinda. Elle se propose de l'aider. C'est la jeune sœur de Candice!!!

### Épisode 2:L'espoir fait vivre
- Suisse : 2 avril 2019 sur RTS Un
- Belgique : 28 mars 2019 sur La Une
- France : 19 avril 2019 sur France 2

- Belgique :
- France : 3,88 millions de téléspectateurs (20,2 % de PDM)[1]

- Jean-François Malet : Daniel Combes
- Raphaèle Bouchard : Barbara Combes
- Karine Lyachenko : Jeanne Colin

Candice et son équipe sont appelés au port de Quilles où le cadavre de Sébastien Da Fonseca, 38 ans, vient d'être découvert dans la barque qui sert à ses entraînements pour les joutes sétoises. Il a été tué d'un coup violent porté à la tête. La victime était la star locale des joutes.
Arrivée de Marquez dans l'équipe. C'est le coup de foudre entre Nathalie et Marquez.

### Épisode 3:L'erreur est humaine
- Suisse : 9 avril 2019 sur RTS Un
- Belgique : 4 avril 2019 sur La Une
- France : 26 avril 2019 sur France 2

- Belgique :
- France : 4,74 millions de téléspectateurs (21,5 % de PDM)[2]

- Pascal Elso : Charles Thenier

### Épisode 4:On ne prête qu'aux riches
- Suisse : 9 avril 2019 sur RTS Un
- Belgique : 4 avril 2019 sur La Une
- France : 26 avril 2019 sur France 2

- Belgique :
- France : 4,29 millions de téléspectateurs (21,1 % de PDM)[2]

- Jean-Pierre Michaël : Simon Ferrer

Candice va au marché. Elle entend la sirène des pompiers. Deux pompiers sont auprès d'un homme, un SDF de 50 ans retrouvé mort. A-t-il été victime de déshydratation ou de faim ? Candice fait les premières constatations toute seule. L'homme est allongé sur un duvet et de vieux cartons, une bouteille de vin de grand cru à moitié vide à ses côtés. Il a enfilé ses chaussures à l'envers. Sur lui, un permis de conduire au nom de Jean-François Lavigne et une adresse à Frontignan.

### Épisode 5:Prudence est mère de sûreté
- Suisse : 16 avril 2019 sur RTS Un
- Belgique : 11 avril 2019 sur La Une
- France : 3 mai 2019 sur France 2

- Belgique :
- France : 4,53 millions de téléspectateurs (20 % de PDM)[3]

Une jeune femme vient se plaindre au commissariat car elle a été violée, est enceinte, mais ne sait pas quand c'est arrivé et comment.
Le violeur est identifié mais il est tué. Par qui ?
Candice, mariée avec Max, met sa sœur Belinda à la porte.

### Épisode 6:Chassez le naturel, il revient au galop
- Suisse : 16 avril 2019 sur RTS Un
- Belgique : 11 avril 2019 sur La Une
- France : 3 mai 2019 sur France 2

- Belgique :
- France : 4,21 millions de téléspectateurs (20,9 % de PDM)[3]

Léa Dubois, une jeune cycliste blonde, est morte depuis trois jours lorsque son corps est retrouvé à proximité de son vélo, près d'une rivière, du côté d'Issanka. Candice reconnaît la signature d'un tueur il y a 20 ans. Antoine dirige l'enquête vers d'autres suspects. Candice part à Paris mener l'enquête et retrouve l'un de ses anciens collègues du 36 Quai des Orfèvres. Elle dénouera 2 crimes à 20 ans d'intervalle, dont un perpétré à Tours. Dans cette enquête, Val prend de grands risques.

### Épisode 7:Souvent, femme varie...
- Suisse : 23 avril 2019 sur RTS Un
- Belgique : 18 avril 2019 sur La Une
- France : 10 mai 2019 sur France 2

- Belgique :
- France : 4,62 millions de téléspectateurs (19,8 % de PDM)[4]

- Anne Girouard : Agathe Clavel
- Cédric Chevalme : Geoffrey Lieberman
- Daniel Semporé : David Joubert

### Épisode 8:Jeux de main, jeux de vilain
- Suisse : 23 avril 2019 sur RTS Un
- Belgique : 18 avril 2019 sur La Une
- France : 10 mai 2019 sur France 2

- Belgique :
- France : 4,13 millions de téléspectateurs[4]

Candice a fait une demande de mutation pour Paris (sans le dire à personne). Elle sera acceptée dans 3 mois. Max le découvre à la fin de l'épisode.
Max a trouvé une nouvelle maison pour toute la famille.
Une jeune femme, Angélique Petit, a disparu. Elle est membre d'un club de boxe.
Pour les besoins de l'enquête et étant un fan de boxe, Mehdi assiste à un gala organisé au sein du Boxing Club Sétois. Pendant le combat, le policier remarque une agitation au bord du ring. Les dirigeants du club passent des coups de téléphone, avec un air préoccupé. Le speaker annonce qu'Irina Staniak ira en championnat, son adversaire Angélique Petit n'étant pas présente.
Mehdi travaille en infiltration et s'inscrit au club. Il s'entraine avec Irina. Heureusement, Angélique est retrouvée vivante 3 jours plus tard. Qui a essayé de la tuer et pourquoi ?
Antoine souffre de forts maux de tête.
Belinda quitte Antoine.

### Épisode 9:Bon sang ne saurait mentir
- Suisse : 30 avril 2019 sur RTS Un
- Belgique : 25 avril 2019 sur La Une
- France : 17 mai 2019 sur France 2

- Belgique :
- France :

(Le mariage de Max et Candice ne va pas très bien. Candice a demandé sa mutation à Paris).
Candice et son équipe se rendent sur les berges du lac de Salagou où le corps de François Portier, chef décorateur, a été découvert sur le lieu de tournage d'une série. Un peu dur de s'y retrouver entre les vrais collègues qui sécurisent la zone et les comédiens en uniforme. Quelqu'un a frappé la victime à la tempe avec une pierre. L'arme du crime a été essuyée puis abandonnée près du corps. Candice remarque que la voiture de François était équipée d'un pneu hiver, et de trois autres d'été. Cela signifie que François avait utilisé sa roue de secours pour remplacer un premier pneu crevé, puis il en a eu un deuxième et s'est rabattu sur ce qu'il avait en réserve. De plus, des fans ont envoyé des menaces à la production à la suite de la suppression du rôle de Louise, l'un des personnages principaux de la série ; l'actrice devenant difficilement gérable.

### Épisode 10:Les grands esprits se rencontrent
- Suisse : 30 avril 2019 sur RTS Un
- Belgique : 25 avril 2019 sur La Une
- France : 17 mai 2019 sur France 2

- Belgique :
- France :